# Tribušon
Tribušon je priimek več znanih Slovencev:
- Ava Tribušon Ovsenik (*1997), multidisciplinarna umetnica
- Matjaž Tribušon (*1962), igralec
- Tine Tribušon, scenograf
- Tone Tribušon (1919—1986), gospodarstvenik in politik